# Gerhard-Hess-Preis
Der Gerhard-Hess-Preis (vereinzelt auch Gerhard-Hess-Förderpreis) war eine von der Deutschen Forschungsgemeinschaft (DFG) von 1988 bis 2000 jährlich vergebene Auszeichnung für junge Nachwuchswissenschaftler im Rahmen des Gerhard-Hess-Programmes. Der Preis ist nach Gerhard Hess, dem Präsidenten der DFG von 1955 bis 1964, benannt und war mit bis zu 200.000 DM jährlich für zwei Jahre mit Option auf Verlängerung um drei weitere Jahre dotiert. Im Jahr 2001 wurde das Programm in das Emmy-Noether-Programm integriert, da beide weitgehend identisch waren.
Der Preis wurde nur an Personen vergeben, die sich auf den Preis beworben hatten und zu diesem Zeitpunkt maximal 33 Jahre alt waren. Eine Promotion mit nachfolgender bedeutender Leistung, idealerweise mit Habilitation, war Voraussetzung.

## Preisträger
- 1989: Wiltrud Richter, Gudrun Rappold
- 1990: Markus Antonietti, Diethard Tautz, Martin Lohse
- 1992: Peter Rieckmann, Hans-Christian Günther
- 1993: Onur Güntürkün, Christian Klämbt, Michael Böhm
- 1994: Jochen Feldmann, Günter Ziegler
- 1995: Uwe Glatzel, Hans Keppler, Christian Leitz, Matthias Lesch
- 1996: Jutta Gärtner, Michael Weller, Sebastian Suerbaum
- 1997: Walter Leitner, Frauke Kraas, Horst Biermann, Michael Baumann
- 1998: Marius Grundmann, Lutz H. Gade, Jörg Schulz, Ulf Müller-Ladner, Stephan Schiller
- 1999: Mark Häberlein, Volker Leppin, Utz Fischer, Albert Jeltsch, Helge Lumbsch, Marie Roskrow, Reinhold Egger, Jürgen Janek, Ansgar Jüngel, Uwe Manthe, Harald Schwalbe
- 2000: Martin Wallraff, Dirk Busch, Dieter Willbold, Andreas Gansäuer, Katharina Habermann, Ulrich Schollwöck, Jürgen Smet, Joachim Spatz, Karsten Weihe (38 Anträge, neun bewilligt)
- Jahr unbekannt: Harald Clahsen, Thomas Scheper